# パルアクティブ
株式会社パルアクティブは、かつて存在したリゾートクラブの運営、ホテル・コンドミニアムなどレジャー施設の運営、会員権の販売を手掛ける企業である。2011年7月14日に破産した。本社は東京都新宿区大京町20-3レスパス四谷三丁目1Fに置いていた。

## 概要
1971年6月に創業、1989年11月に株式会社となった企業であり、「四季の旅」シリーズをはじめ、「アクティブトレンドゴールド」、「ユニバーシティ倶楽部」等のブランド名で、自社で運営若しくは提携した施設におけるリゾート会員権の販売を行っていた。また、電機連合福祉共済センターから共済加入者向けに電機連合リゾートシステムの運営を受託した他、2004年11月には川崎市より保養所の無償貸付を受けた。
2004年12月時点で直営施設87、受託施設40を運営するに至り、2007年1月期の売上高は58億5000万円であった。一方で施設買収費や多額の広告宣伝費の計上によって、累積損失を抱えたように、資金運営に支障が生じていたとされる。
2008年度に入って、会員向けの説明会を開き打開策を練ったとされるが、2008年5月12日東京地方裁判所に民事再生法の適用を申請（負債総額は預託金約19億3000万円を含めた約45億円。）。しかし、その後も会員の減少が止まらず業績が好転せず、2011年5月24日に再生手続きの廃止を決定、6月30日に破産手続きの開始決定を受けた。
なお、2008年7月12日放送のTBSの『報道特集』によると、パルアクティブの代表取締役社長・齊藤具秀は自由民主党所属の栃木県議会議員であることが明らかとなっている。